# Opsamates
Opsamates is een geslacht van kevers uit de familie van de boktorren (Cerambycidae). De wetenschappelijke naam van het geslacht werd in 1879 gepubliceerd door Charles Owen Waterhouse.

## Soorten
- Opsamates angustatus Breuning & Villiers, 1959
- Opsamates dimidiatus C.O.Waterhouse, 1879
- Opsamates flabellicornis Breuning & Villiers, 1959
- Opsamates flavoapicalis Breuning & Villiers, 1959
- Opsamates fuscipennis Breuning & Villiers, 1959
- Opsamates fuscoapicalis Breuning & Villiers, 1959
- Opsamates grandis Breuning & Villiers, 1959
- Opsamates obscurus Breuning & Villiers, 1959
- Opsamates pauliani Breuning & Villiers, 1959
- Opsamates piceonitens Fairmaire, 1903
- Opsamates pustulosus Fairmaire, 1896
- Opsamates spinipennis Breuning & Villiers, 1959